# لارا کرافت: مهاجم مقبره - گهواره حیات
«لارا کرافت: مهاجم مقبره - گهواره حیات» (انگلیسی: Lara Croft: Tomb Raider – The Cradle of Life) فیلمی در ژانر اکشن و فانتزی به کارگردانی یان ده بونت است که در سال ۲۰۰۳ منتشر شد.

## بازیگران
- آنجلینا جولی
- کیران هایندز
- جرارد باتلر
- نوآه تیلور
- جایمن هانسو
- تیل شوایگر
- سیمون یام
- کریس باری